# Happy Valley (Nuevo México)
Happy Valley es un lugar designado por el censo ubicado en el condado de Eddy en el estado estadounidense de Nuevo México. En el Censo de 2010 tenía una población de 519 habitantes y una densidad poblacional de 92,81 personas por km².

## Geografía
Happy Valley se encuentra ubicado en las coordenadas 32°25′41″N 104°17′23″O / 32.42806, -104.28972. Según la Oficina del Censo de los Estados Unidos, Happy Valley tiene una superficie total de 5,59 km², de la cual 5,58 km² corresponden a tierra firme y (0,14%) 0,01 km² es agua.

## Demografía
Según el censo de 2010, había 519 personas residiendo en Happy Valley. La densidad de población era de 92,81 hab./km². De los 519 habitantes, Happy Valley estaba compuesto por el 79% blancos, el 0% eran afroamericanos, el 4,43% eran amerindios, el 0,19% eran asiáticos, el 0% eran isleños del Pacífico, el 13,87% eran de otras razas y el 2,5% pertenecían a dos o más razas. Del total de la población el 30,25% eran hispanos o latinos de cualquier raza.